# Villefranche-de-Rouergue (tổng)
Tổng Villefranche-de-Rouergue là một tổng thuộc tỉnh Aveyron trong vùng Occitanie.
Tổng này được tổ chức xung quanh Villefranche-de-Rouergue ở quận Villefranche-de-Rouergue. Độ cao khu vực này dao động từ 230 m (La Rouquette) đến 591 m (Morlhon-le-Haut) với độ cao trung bình 350 m.

## Các đơn vị trực thuộc
Tổng Villefranche-de-Rouergue gồm 7 xã với dân số 15 588 người (điều tra dân số năm 1999, dân số không tính trùng)
| Xã                       | Dân số | Mã bưu chính | Mã insee |
| ------------------------ | ------ | ------------ | -------- |
| Martiel                  | 823    | 12200        | 12140    |
| Morlhon-le-Haut          | 527    | 12200        | 12159    |
| La Rouquette             | 626    | 12200        | 12205    |
| Savignac                 | 540    | 12200        | 12263    |
| Toulonjac                | 642    | 12200        | 12281    |
| Vailhourles              | 511    | 12200        | 12287    |
| Villefranche-de-Rouergue | 11 919 | 12200        | 12300    |

## Biến động dân số
| 1962                                                     | 1968   | 1975   | 1982   | 1990   | 1999   |
| -------------------------------------------------------- | ------ | ------ | ------ | ------ | ------ |
| 12 205                                                   | 13 679 | 15 197 | 15 953 | 15 917 | 15 588 |
| Nombre retenu à partir de 1962 : dân số không tính trùng |        |        |        |        |        |